# Peralejos de Abajo (kommun)
Peralejos de Abajo är en kommun i Spanien.   Den ligger i provinsen Provincia de Salamanca och regionen Kastilien och Leon, i den centrala delen av landet, 230 km väster om huvudstaden Madrid. Antalet invånare är 169.